# Klaus Boehnke
Klaus Boehnke (* 23. April 1951 in Oldenburg (Oldb)) ist ein deutscher Psychologe und Sozialwissenschaftler. Seit 2002 lehrt und forscht er an der Constructor University, Bremen, Deutschland (früher bekannt als International University Bremen – bis 2006 – und als Jacobs University Bremen bis 2022). Von 2017 bis Februar 2022 war er daneben stellvertretender Direktor des Zentrums für soziokulturelle Forschung an der Higher School of Economics (HSE) in Moskau.

## Leben
Boehnke studierte Englisch, Russisch und Psychologie in Saarbrücken, Bochum und Berlin. Seine Lehrerausbildung schloss er 1975 in Berlin mit einem Staatsexamen in Englisch und Russisch ab. Sein Psychologiestudium schloss er 1980 an der Technischen Universität Berlin mit dem Diplom ab (Diplomarbeitsbetreuer: Jürgen Bortz). Im Jahre 1985 promovierte er an der Technischen Universität Berlin zum Dr. phil. in Psychologie (Doktorvater Rainer K. Silbereisen); 1992 habilitierte die Freie Universität Berlin ihn und verlieh ihm die Venia Legendi für Psychologie (Habilitationsmentor: Hans Merkens).
Nach seinem Diplom arbeitete Boehnke zunächst als wissenschaftlicher Mitarbeiter am Institut für Psychologie der Technischen Universität Berlin und dann als Hochschulassistent am Institut für Allgemeine und Vergleichende Erziehungswissenschaft der Freien Universität Berlin. Von 1990 bis 1992 war er 18 Monate lang als DAAD-Gastdozent an der Sektion Pädagogik der Humboldt-Universität zu Berlin tätig; 1993 wurde er auf die Professur für Sozialisationsforschung und empirische Sozialforschung am Institut für Soziologie der Technischen Universität Chemnitz berufen. Seine dortige Position als Beamter auf Lebenszeit gab er 2002 auf und nahm den Ruf auf eine Professur für sozialwissenschaftliche Methodenlehre an der privaten damaligen International University Bremen, heute Constructor University, an.
Boehnke hatte mehrere langfristige Gastdozenturen inne, zunächst 1987 an der Australian National University in Canberra, dann 1997/98 an der University of Toronto und 2008/9 an der National University of Singapore.
Von 2000 bis 2008 war Boehnke Generalsekretär der International Association for Cross-Cultural Psychology (IACCP) und von 2018 bis 2020 deren Präsident. Von 2004 bis 2010 war er Präsident der Division of Political Psychology der International Association of Applied Psychology (IAAP) und von 2005 bis 2013 Vorsitzender des Forums Friedenspsychologie.
Boehnke hat mehrere akademische Auszeichnungen erhalten, darunter den Fukuhara Award des International Council of Psychology (ICP), den Distinguished Contributions to the International Advancement of Psychology Award und zuletzt denRalph K. White Lifetime Achievement Award der American Psychological Association.
Boehnkes Forschungsschwerpunkte sind politische Sozialisation, gesellschaftlicher Zusammenhalt und intergenerationale Wertetransmission im interkulturellen Vergleich. Er hat 14 Monografien und 7 Sammelbände, ca. 170 begutachtete Zeitschriftenartikel und etwa die gleiche Anzahl von Buchkapitels veröffentlicht.
Er stammt aus einer Mittelschichtfamilie. Sein Vater war im mittleren Management eines pharmazeutischen Großhandelsunternehmens tätig und seine Mutter war Gymnasiallehrerin. Sein Bruder ist Hausarzt. Er ist mit Mandy Boehnke, Konrektorin der Universität Bremen, verheiratet und hat vier Kinder.

## Ehrungen und Auszeichnungen
- 2019 Fukuhara Preis des International Council of Psychology (ICP)[1]
- 2022 Preis für „Distinguished Contributions to the International Advancement of Psychology“ von der American Psychological Association[2].

## Veröffentlichungen (Auswahl)
- Differences between tight and loose cultures: A 33-nation study. Science, 2011, Band 332, Ausgabe 6033, doi:10.1126/science.1197754
- (zusammen mit Jürgen Bortz und Gustav Lienert) Verteilungsfreie Methoden in der Biostatistik, Springer Medizin Verlag, 3. Aufl. 2008, ISBN 978-3-540-74706-2
- (zusammen mit Georgi Dragolov, Zsófia Ignácz, Jan Lorenz, Jan Delhey und Kai Unzicker) Social Cohesion in the western world: What holds societies together Springer Briefs, ISBN 978-3-319-32463-0